# Anzukko
Anzukko (杏っ子, Anzukko) é um filme de drama japonês de 1958 dirigido por Mikio Naruse. É baseado em um romance de Saisei Murō.

## Sinopse
Kyōko, filha de Hirayama, um escritor famoso, rejeita várias propostas de casamento antes de tomar Ryōkichi, dono de uma pequena livraria, como marido. Depois de alguns anos de casamento, Kyōko começa a vender itens de casa, pois os livros de Ryōkichi, que ambiciona se tornar um romancista, continuam sendo devolvidos pelas editoras. Yagihara, editor de revista e conhecido de Hirayama, diz abertamente a Ryōkichi que seu trabalho carece de originalidade e estilo. Kyōko sugere que Ryōkichi mostre seus rascunhos ao seu pai, mas ele recusa, argumentando que é a presença avassaladora de Hirayama que o impede de escrever. O comportamento de Ryōkichi torna-se cada vez mais errático devido ao consumo de álcool, e a situação financeira e emocional do casal piora. Kyōko sai repetidamente de casa para ficar na casa de seu pai, mas insiste que o divórcio é o seu último recurso. Quando Kyōko retorna novamente para Ryōkichi, a mãe da mulher, Rieko, pergunta a Hirayama se eles não deveriam se separar. Ao Hirayama dar sua resposta, Kyōko chega em casa exausta e não aguenta mais sua situação, onde o filme indica que chegou a hora do casal se separar.

## Elenco
- Sō Yamamura como Heishiro Hirayama
- Kyōko Kagawa como Kyōko
- Isao Kimura como Ryōkichi, marido de Kyōko
- Shizue Natsukawa como Rieko, esposa de Hirayama
- Hiroshi Tachikawa como Heinosuke, filho de Hirayama
- Chieko Nakakita como Sumiko Urushiyama
- Mina Mitsui como Risako Yamamoto
- Nobuo Nakamura como Toshio Yagihara
- Keiju Kobayashi como Tayama
- Daisuke Katō como Suga, o poeta
- Natsuko Kahara como Enko Murai
- Sadako Sawamura como Sra. Hatoi
- Kenji Sahara como filho da Sra. Hatoi
- Hiroshi Hayashi como Dr. Sato
- Minoru Chiaki como Saburo Yoshida
- Teruko Mita como Sachiko Yoshida
- Yoshio Tsuchiya como Ishima
- Yū Fujiki como Okada

## Recepção
Em sua crítica de 2005 para a Slant Magazine, Keith Uhlich chamou Anzukko de "um retrato amoroso de uma mulher tragicamente presa entre seus desejos e suas responsabilidades, fadada a trilhar um caminho potencialmente interminável entre as provações de seu casamento e o refúgio de seu passado."